# 레이어드팜다람쥐
레이어드팜다람쥐(Funambulus layardi)는 다람쥐과에 속해 있는 설치류의 일종이다. 스리랑카의 토착종이다. 학명과 일반명은 종을 발견한 영국 박물학자 레이어드(Edgar Leopold Layard)의 이름에서 유래했다.

## 특징
머리부터 몸까지 몸길이는 12~17cm, 꼬리 길이는 14cm이다. 털은 거무스레한 갈색을 띠며, 등 쪽에 세 줄의 줄무늬를 갖고 있다. 가운데 줄무늬가 가장 넓고 길며, 줄무늬색이 아종 시그나투스는 오렌지색 색조를 띠고 아종 레이어드는 노란색이다. 하체는 불그스레한 오렌지색을 띠며, 주둥이는 작다. 꼬리는 붓꼬리 모양이고 약한 붉은색을 섞인 거무스레한 갈색을 띤다. 일부 개체는 겉모습이 약간 회색을 띠기도 한다. 털은 부드럽고 짧으며 무성하다.

## 분포
작은 설치류로 스리랑카 토착종이고 중부 고지대에서만 발견된다. 트린코말리와 마타라 지역과 같은 중부 구릉 지대에서 거의 관찰되지 않는 이유는 아직 밝혀지지 않은 상태이다. 너클스 산맥 그리고 중부 구릉 지대 서쪽 분지의 고지대 산악 지대에서는 발견될 수 있다.

## 아종
3종의 아종이 알려져 있다.
- F. l. layardi
- F. l. dravidianus (?)
- F. l. signatus